# Böse Schatten
Böse Schatten (Alternativtitel: Eiskalt reingelegt, Blood Rage, The Avenger – Durst nach Rache; Originaltitel: Love, Cheat & Steal) ist ein US-amerikanischer Thriller von William Curran aus dem Jahr 1993.

## Handlung
Lauren liefert ihren Ehemann Reno Adams, der eine Straftat begeht, der Polizei aus. Adams wird zu einer Gefängnisstrafe verurteilt. Lauren heiratet später Paul Harrington, der über ihre Vergangenheit nichts weiß.
Adams flieht nach sieben Jahren aus dem Gefängnis, ein anderer Häftling begleitet ihn dabei. Adams will sich an Lauren rächen. Er besucht Lauren und wird ihrem Ehemann als ihr Bruder vorgestellt. Daraufhin zwingt er Lauren dazu, ihm und seinem Komplizen beim Ausrauben jener Bank zu helfen, die Paul Harrington leitet. Das gestohlene Bargeld gehört einem Mann, der in illegale Geschäfte verwickelt ist. Adams tötet seinen im Gefängnis kennengelernten Komplizen.
Es stellt sich heraus, dass Harrington das Spiel durchschaute. Am Ende teilen sich er, ein Polizist und Lauren das gestohlene Geld. Der von dem korrupten Polizisten verhaftete Adams geht zurück ins Gefängnis.

## Kritiken
Prisma schrieb, „in der nicht sonderlich originellen, aber um überraschende Wendungen bemühten Story liegen die Akzente auf Sex & Crime daheim. Stilistisch bedient sich das kriminalistische Katz- und Mausspiel beim film noir.“.
Christopher Null schrieb auf filmcritic.com, der Film sei „weitgehend Käse“ (“Predominantly crap”).
Die Zeitschrift TV Spielfilm schrieb, in dem „sexy […] kurven- und wendungsreichen“, „dreckigen, kleinen Thriller betrügt jeder jeden. Das macht Laune!“.
René Classen schrieb im Lexikon des internationalen Films: „‚Böse Schatten‘ ist kein in sich schlüssiger Kriminalfilm, sondern eine unausgegorene Mixtur aus typischen Zutaten der Gattung: je weiter die Story voranschreitet, desto zahlreicher werden die Reibungspunkte. Die Schlußsequenz steht schließlich in krassem Widerspruch zur restlichen Handlung; der Überraschungseffekt ist ebenso selbstzweckhaft wie zahlreiche unmotivierte Sex- und Gewaltszenen.“
Cinema urteilte: „In dem dreckigen, kleinen Thriller betrügt jeder jeden. Das macht Laune!“ und zieht das Fazit: „Sexy Thriller: kurven- und wendungsreich“.

## Hintergrund
Der Film wurde als Fernsehfilm produziert und zum ersten Mal am 5. Dezember 1993 in den USA auf Showtime ausgestrahlt. In den Niederlanden wurde er im Juni 1994 in den Kinos vorgeführt.